# ارنست تولر
ارنست تولر (آلمانی: Ernst Toller؛ زاده ۱ دسامبر ۱۸۹۳ درگذشته ۲۲ مهٔ ۱۹۳۹) یک نمایشنامه نویس آلمانی  و همچنین برای مدت کوتاهی رئیس جمهور جمهوری شورائی باواریا بود.